# 朱庄镇
朱庄乡，是中华人民共和国河南省南阳市桐柏县下辖的一个乡镇级行政单位。

## 行政区划
朱庄乡下辖以下地区：
响潭冲村、郭湾村、朱庄村、粉坊村、西庄村、馆驿村、围山村、北新集村和后河村。